# Per Hall
Per Hall, född 1962, är en svensk jurist och ämbetsman.
Per Hall anställdes i Regeringskansliet 1998 och blev rättschef i Justitiedepartementet 2007. Han var hovrättspresident i Hovrätten för Västra Sverige 2012–2015. Hall utsågs 2015 till rättschef i Statsrådsberedningen.